# Pandanus spicatus
Pandanus spicatus är en enhjärtbladig växtart som beskrevs av Harold St.John. Pandanus spicatus ingår i släktet Pandanus och familjen Pandanaceae. Inga underarter finns listade.